# Spaardeposito
Een spaardeposito en een termijndeposito zijn spaarvormen met een vaste looptijd en een (veelal) vaste rente. In ieder geval ligt vanaf het begin vast welke voorwaarden er gelden voor de rente wat betreft, wanneer de rente wordt uitbetaald (bijvoorbeeld op de einddatum van het deposito of periodiek tijdens de looptijd), of de hoogte van het rentepercentage (vast of gebaseerd op een bepaalde variabele) .
De looptijd van een deposito kan variëren van een paar maanden tot wel tien of twintig jaar. Men spreekt vaak van een termijndeposito bij een korte looptijd, anders van een spaardeposito. De grens ligt meestal ongeveer bij één jaar, maar de termen komen beide voor bij zowel korte als lange looptijden.
Vaak geldt dat hoe langer de looptijd is, hoe hoger het rentepercentage. De rente wordt soms periodiek uitbetaald, soms met rente op rente pas na afloop van de looptijd.
Vervroegde opname is soms helemaal niet mogelijk. In andere gevallen is het alleen mogelijk in bijzondere gevallen zoals overlijden of ten behoeve van een ander product van dezelfde bank, en/of tegen opnamekosten: een vast percentage van het opgenomen bedrag, of een percentage per jaar vervroeging van de opname (soms met een maximum percentage). Soms zijn er geen opnamekosten maar wordt het rentepercentage over de voorbije periode verlaagd. Soms is de vervroegde opname alleen mogelijk voor een heel deposito, soms ook voor een gedeelte. 
Als men een bedrag A in spaardeposito's wil aanhouden, maar met de optie om per periode (bijv. maand, kwartaal of jaar) een bedrag A/n op te nemen dan kan men n deposito's van een bedrag A/n aanhouden, elk met een looptijd van n periodes, en elk aanvangend in een andere periode. Men kan aflopende spaardeposito's dan steeds verlengen, maar daarmee ophouden indien en wanneer men de optie wil uitoefenen. Dit heet echelonnering.
Een variant op een termijndeposito is een spaarrekening waarbij opname van een geldbedrag naar keuze mogelijk is, maar pas na een aankondigingstermijn. Dit kan bij DHB Bank (met drie varianten van zo'n spaarrekening, met een termijn van 33, 66 of 99 dagen, hoe langer hoe hoger de rente) en bij Rabobank (met een termijn van 90 dagen). De rente is variabel. De aankondigingstermijn van een rentewijziging is vaak kort, en zal dus, ook bij een verlaging, vaak korter zijn dan die voor geldopname.
Bij een klimspaarrekening of klimspaardeposito is vervroegde opname mogelijk, en ligt de rente wel vanaf het begin vast, maar niet als constant percentage, maar als oplopende stapfunctie van de verstreken tijd. Soms wordt bij vervroegde opname alleen over volle jaren rente vergoed.
De term deposito wordt soms gebruikt in dezelfde betekenis als "spaardeposito", maar betekent eigenlijk iedere vorm van spaargeld bij de bank.

## Depositogarantiestelsel
Onder dezelfde voorwaarden als bij een gewone spaarrekening geldt het depositogarantiestelsel. Bij het plaatsen van geld op een spaardeposito moet wel bedacht worden dat het depositogarantiestelsel binnen de looptijd kan veranderen. Als men spaardeposito's heeft bij meerdere banken om per bank niet boven het gegarandeerde maximum uit te komen kan men bij fusie van banken hier toch boven komen; dit kan binnen de looptijden van de deposito's gebeuren, waarna men nog slechts gedeeltelijk beschermd is. Afhankelijk van de voorwaarden van de deposito's kan men hier niets aan doen, of alleen tegen opnamekosten.